# Toulouse (Adelsgeschlecht)
Als Haus Toulouse oder Raimundiner bezeichnet man eine okzitanische Adelsfamilie, die vom 9. bis 13. Jahrhundert die Grafen von Toulouse stellte.

Wappen der Grafen von Toulouse

## Geschichte
In der Familie war der Leitname Raimund verbreitet. Sie ist erstmals Mitte des 9. Jahrhunderts bezeugt und starb in ihrer Hauptlinie im Jahr 1271 aus.
Neben der Grafschaft Toulouse gehörten zu ihrem Herrschaftsgebiet das Languedoc (Septimanien, mit dem Herzogtum Narbonne und der Grafschaft Melgueil), die Markgrafschaft Provence, Rouergue und Gévaudan. Darüber hinaus besaßen sie während der Kreuzzüge die Grafschaft Tripolis im heutigen Libanon. Weitere Gebiete waren (zeitweise) im Besitz von vermuteten Nebenlinien der Familie (Vizegrafschaft Comborn, Vizegrafschaft Turenne, Vizegrafschaft Ventadour, Vizegrafschaft Limoges).
Die noch existierenden Grafen de Toulouse-Lautrec, zu denen Henri de Toulouse-Lautrec gehörte, entstammen im Mannesstamm der Familie de Lautrec. Diese führt sich bis auf einen Aton missus comitis et vicarius im Jahre en 898 zurück. Sicard VI., Vicomte de Lautrec († 1158), war nach neuen Forschungen wohl ein Sohn des Frotard III., seigneur et vicomte de Lautrec. Alexandre de Lautrec (1633–1699), Seigneur de Geynes, jüngerer Sohn des Bernard de Lautrec, Seigneur de Monfa, nahm jedoch den Namen de Toulouse-Lautrec an, da er behauptete, Sicard VI. de Lautrec sei ein Sohn von Balduin von Toulouse (1165–1214) aus der Linie Saint-Gilles und dessen Frau Alix de Lautrec gewesen.

## Stammliste des Hauses Toulouse
1. Fulcoald (Foucaud), Missus Regius in Rouergue oder Nîmois; ⚭ Senegundis
  1. Fredelo (Toulouse), † wohl 852, 845/849 Graf und Markgraf (comes et marchio) von Toulouse, Pallars, Rodez und Limoges; ⚭ Oda
    1. Udalgarde, 877 bezeugt; ⚭ Bernard, Herr von Rouergue

  2. Raimund I. (Ramón, Raymond), um 852 bezeugt, † 863, 864 Graf von Toulouse, gründet 862 die Abtei Vabres; ⚭ Berta, 883 bezeugt, Tochter von Remy
    1. Fulguad, 862 bezeugt[1]
    2. Bernhard II., † August/Dezember 874, 864 Graf von Toulouse
    3. Odo (Eudes), † 918/919, 886 Graf von Toulouse; ⚭ Gersende von Albi, Tochter des Grafen Armengol (Ermengaud, Hermenegild)
      1. Raimund II., † 923, Graf von Toulouse 918; ⚭ Gudinhilde, † nach 923, wohl Tochter von Wilfried I. Graf von Barcelona (Haus Barcelona)
        1. Raimund III. (Pons I.), † nach 961, 924 Graf und Markgraf von Toulouse, 932 Herzog von Aquitanien und Graf von Auvergne; ⚭ Gersende, 975 bezeugt[2]
          1. Wilhelm III. Taillefer, † September 1037, Graf von Toulouse; ⚭ I um 975 Arsinde von Anjou, Tochter des Grafen Fulko II. le Roux und Roscilla de Loches; ⚭ II 1019 Emma Markgräfin von Provence, 1006/63 bezeugt, Tochter des Grafen Rotbald III., Erbin der halben Provence (Haus Provence)
            1. (I) Raimund, † jung
            2. (I) Heinrich, † jung
            3. (II) Pons II. Wilhelm, † wohl 1061, 1037 Graf von Toulouse, begraben in Saint-Sernin in Toulouse; ⚭ I vor 1037 Marjorie; ⚭ II vor 29. Juni 1053 Almodis de la Marche, 1066 bezeugt, † vor 1077/78, Tochter des Bernhard I., Graf von La Marche (Haus Périgord), verstoßen von Hugo V., Herr von Lusignan (Haus Lusignan), die in dritter Ehe Raimund Berengar I., Graf von Barcelona (Haus Barcelona), heiratete.
              1. (wohl I) Pons, † wohl 1063; ⚭ I Sancha Infantin von Aragón, † 1072, Tochter von Ramiro I., König von Aragón (Haus Jiménez), heiratete in zweiter Ehe um 1065 Armengol III., Graf von Urgell, † Februar/März 1065 (Haus Barcelona)
              2. (II) Wilhelm IV., ⚔ bei Belagerung von Huesca 1094, Graf von Toulouse; ⚭ I vor 1067 Matilde, ⚭ II vor 1080 Emma, Tochter des Robert, Graf von Mortain (Haus Conteville)
                1. (I) Pons, † 1080
                2. (I) Sohn, † vor 1080

              3. (II) Raimund IV., auch Raimund von Saint-Gilles, 1058/60 bezeugt, † 28. Februar 1105 Mons Peregrinus, Graf von Saint-Gilles, Markgraf von Gothia (Rouergue, Narbonne, Gévaudaun), 1085 Graf von Gévaudan, 1088 Graf von Toulouse, Herzog von Narbonne, Markgraf von Provence, 1096 Kreuzfahrer, 1102 Graf von Tripolis; ⚭ I 1066, verstoßen um 1076, NN, Tochter des Gottfried I. Graf von Arles, Markgraf von Provence (Haus Provence), und Dulcia von Marseille; ⚭ II 1080, Mathilde (* 1062, † vor 1094), Tochter des Grafen Roger I. von Sizilien und Apulien (Hauteville (Adelsgeschlecht) und Judith von Évreux, verstoßen von Robert von Eu; ⚭ III 1094 vor 1. September, Elvira Alfonso Infantin von Kastilien, † nach 1151, Tochter von Alfons VI., König von Kastilien, und Jimena Nunez, heiratete in zweiter Ehe vor 8. November 1117 Fernando Fernández, Sohn des Grafen Fernando → Nachkommen siehe unten, Linie Saint-Gilles
              4. Hugues, 1063 bezeugt
              5. Almodis, 1079/1132 bezeugt; ⚭ um 1065 Pierre Graf von Melgueil, † nach 1085

            4. (II) Bertrand, 1030 bezeugt
            5. (II) Tochter; ⚭ Fulko Bertrand I., 1018 Graf von Provence, † wohl 27. April 1051, (Haus Provence)
            6. (II) Rangarde (Rengause), 1054/97 bezeugt; ⚭ Pedro Ramón, Graf von Carcassonne, Vizegraf von Béziers, und Vizegraf von Agde, 1043/54 bezeugt, † wohl 1060
            7. (unehelich) Emma; ⚭ Othon Raymond, Herr von L'Isle-Jourdain

          2. Pons Raimund, † wohl 989, Graf von Albigeois
          3. Raimund
          4. Ledgarde, † nach 977; ⚭ 968 Borrell II. Graf von Barcelona, Girona und Osona, † 30. September 992 (Haus Barcelona)
          5. Ramona; ⚭ Atton, Vizegraf von Soule

      2. Armengol, Graf von Rouergue 918/935; ⚭ Adelaida → Nachkommen siehe unten, Linie Rouergue
      3.  ? Gersende; ⚭ 898 Wifredo Borrell II., Graf von Barcelona, Girona und Osona, † 26. April 911, (Haus Barcelona)

    4. Aribert (Benedikt), 862 Mönch, Abt von Vabres
    5. Tochter; ⚭ Loup I. (Lope I.), Graf von Bigorre, † nach 910

### Linie Saint-Gilles

Wappen der Grafen von Tripolis

1. Raimund IV., auch Raimund von Saint-Gilles, 1058/60 bezeugt, † 28. Februar 1105 Mons Peregrinus, Graf von Saint-Gilles, Markgraf von Gothia (Rouergue, Narbonne, Gévaudaun), 1085 Graf von Gévaudan, 1088 Graf von Toulouse, Herzog von Narbonne, Markgraf von Provence, 1096 Kreuzfahrer, 1102 Graf von Tripolis; ⚭ 1) 1066, verstoßen um 1076, NN, Tochter des Gottfried I. Graf von Arles, Markgraf von Provence (Haus Provence), und Dulcia von Marseille; ⚭ II 1080, Mathilde, * 1062, † vor 1094, Tochter des Grafen Roger I. von Sizilien und Apulien (Hauteville (Adelsgeschlecht)) und Judith von Évreux, verstoßen von Robert von Eu; ⚭ III 1094 vor 1. September, Elvira Alfonso Infantin von Kastilien, † nach 1151 Tochter von Alfons VI., König von Kastilien, und Jimena Nunez, heiratete in zweiter Ehe vor 8. November 1117 Fernando Fernández, Sohn des Grafen Fernando → Vorfahren siehe oben, Stammliste des Hauses Toulouse
  1. (I) Bertrand de Saint-Gilles, 1080 bezeugt, † Januar 1112, 1105 Graf von Toulouse, 1108 Kreuzfahrer, 1109 Graf von Tripolis, Graf von Rodez, Viviers und Avignon ⚭ I NN, ⚭ II Juni 1095 Hélie von Burgund, * Ende 1080, † 28. Februar 1142, Tochter des Odo I. Borel Herzog von Burgund, und Sibylle von Burgund (Älteres Haus Burgund), sie heiratete in zweiter Ehe um 1115 Wilhelm III. Talvas, Graf von Alençon, Ponthieu, Le Perche und Montreuil, † 30. Juni 1171
    1. (II) Pons, * 1098, ⚔ 1137 vor September in Palästina, 1114 Graf von Tripolis; ⚭ 1115 Cäcilie von Frankreich, † nach 1145, Tochter des französischen Königs Philipp I. (Kapetinger) und Bertrada von Montfort, Witwe von Tankred Fürst von Galiläa, (Hauteville (Adelsgeschlecht))
      1. Raimund II., † ermordet 1152 in Tripolis, 1136/52 Graf von Tripolis; ⚭ 1130 Hodierna von Rethel, † nach 1152, 1152 Gräfin von Tripolis, Tochter des Balduin II. du Bourcq König von Jerusalem und Morphia von Melitene
        1. Raimund III., 1143 bezeugt, 1152 minderjährig, † Ende September 1187 in Tripolis, 1159/87 Graf von Tripolis, bis 1174 gefangen, 1174 und 1183/85 Bailli (Regent) des Königreichs Jerusalem, (uxor nomine) Fürst von Galiläa; ⚭ Eschiva II von Bures, bis 1187 Fürstin von Galiläa und Herrin von Tiberias, Tochter des Fürsten Elinard von Tiberias, Witwe des Wilhelm Falkenberg von Saint-Omer, Herr von Tiberias
        2. Melisende, 1159 bezeugt

    2. (II) Philippe, 1126/42 bezeugt
    3. (II) Agnès, 1141/65 bezeugt, † vor März 1183; ⚭ Renaud II., Herr von Margat, † 30. Oktober 1185/1. Februar 1186

  2. (III) Alfons I. Jordan, * 1102 Mons Peregrinus, † ermordet 16. April 1148 in Caesarea, 1108/21 minderjährig, Graf von Toulouse, Herzog von Narbonne, 1146 Kreuzfahrer; ⚭ vor 16. September 1125 Faydiva (Fraisseta, Fradita, Faidita) von Uzès
    1. Raimund V., * 1134, † Ende 1194 Nîmes, 1144 de Saint-Gilles, 1148 Graf von Toulouse, Herzog von Narbonne, Markgraf von Provence, ⚭ 1154, getrennt 1165, Konstanze von Frankreich, † 16. August 1176 Reims, Tochter des französischen Königs Ludwig VI. (Kapetinger), Witwe von Eustach IV. Graf von Boulogne König von England (Haus Blois)
      1. Raimund VI., * 27. Oktober 1156, † 2. August 1222, 1194 Graf von Toulouse, Herzog von Narbonne, Markgraf von Provence;
⚭ I 11. Dezember 1172 Ermessende Pelet d’Alais, † September 1176 Château de Malaucène, 1172 Gräfin von Melgueil, Tochter von Bernard Pelet d’Alais und Beatrice Gräfin von Melgueil, Witwe von Pierre Bernard de Sauve;
⚭ II, verstoßen 1193, Beatrix von Carcassonne, Tochter des Raimund Trencavel und Cécile;
⚭ III 1193, verstoßen 1196, Bourgogne de Lusignan, Tochter des Amalrich I. König von Zypern und König von Jerusalem (Haus Lusignan), und Eschiva Ibelin, sie heiratete in zweiter Ehe Gauthier I de Montfaucon, 1205/10 Bailli (Regent) des Königreichs Zypern, 1208/11 Connétable von Jerusalem, ⚔ 20. Juni 1212;
⚭ IV Oktober 1196 Johanna von England, * Oktober 1164/65, † 24. September 1199, Tochter des englischen Königs Heinrich II. (Plantagenet) und Eleonore von Aquitanien, Witwe von Wilhelm II. König von Sizilien (Hauteville (Adelsgeschlecht));
⚭ V 1200, geschieden 1202/03, NN, genannt la Damselle de Chypre, * 1177/78, † nach 1204, Tochter von Isaak Komnenos, Kaiser von Zypern, heiratete in zweiter Ehe Marseille 1203 Thierry, Bastard von Flandern, Prätendent von Zypern, † nach 1207 (Haus Châtenois);
⚭ VI Januar 1203 Leonor Infantin von Aragón, † Februar 1226, Tochter des Alfons II. König von Aragón, Graf von Barcelona (Haus Barcelona) Jeanne, Gräfin von Toulouse, * 1220; † 1271

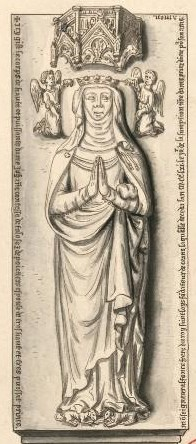
Jeanne, Gräfin von Toulouse, * 1220; † 1271

        1. (II) Konstanze, † nach 12. Mai 1260; ⚭ nach 1195, verstoßen wohl 1200, Sancho VII. el Fuerto, † 7. April 1234 Tudela, 1194 König von Navarra (Haus Jiménez)
        2. (IV) Raimund VII., * Juli 1197 Beaucaire, † 27. September 1249 Millau, bis 1211 minderjährig, Graf von Toulouse, Herzog von Narbonne, Markgraf von Provence; ⚭ I 1211, geschieden 1241, Sancha Infantin von Aragón, † kurz nach 1241, Tochter des Alfons II. König von Aragón, Graf von Barcelona (Haus Barcelona); ⚭ II 1241/45, geschieden, Margarete, † 1288, Tochter des Hugo X. von Lusignan Graf von La Marche und Angoulême, heiratete in zweiter Ehe Amaury IX. Vizegraf von Thouars, † 11. Dezember 1256 (Haus Thouars), und in dritter Ehe Geoffroy, 1278 Herr von Châteaubriant
          1. (I) Johanna (Jeanne), * 1220, † 25. August 1271 Corneto bei Siena, 1249 Gräfin von Toulouse, gründet die Abtei Sercy-en-Brie; ⚭ 1241 Alfons von Frankreich, † 21. August 1271 Corneto bei Siena, 1226/41 Graf von Poitou und Auvergne, 1248/49 Regent von Frankreich, 1249 Graf von Toulouse, Sohn des Königs Ludwig VIII., begraben in Saint-Denis (keine Nachkommen) → Linie erloschen

        3. (unehelich) Guillemine ⚭ wohl NN von Anduze
        4. (unehelich) Bertrand, Graf von Bruniquel 1210/46; ⚭ 1224 Contorosse de Mainfroi → Nachkommen
        5. Raimonde, geistlich
        6. Indie; ⚭ I Guilbert Vizegraf von Lautrec, ⚭ II 1226 Bernard de L’Isle-Jourdain, 1244/45 bezeugt, † vor April 1249

      2. Albéric Taillefer, † 1183 vor 1. September, 1174 Graf von Saint-Gilles; ⚭ um 1164 Beatrix, * wohl 1161, † 15. Dezember 1228 Château de Vizille, Dauphinée de Viennois, Gräfin von Albon und Grenoble, begraben in der Abtei Les Hayes bei Grenoble, Erbtochter von Guigues V. und Beatrix von Montferrat, sie heiratete in zweiter Ehe Saint-Gilles 1. September 1183 Hugo III. Herzog von Burgund, † 25. August 1192 Tyrus, begraben in Cîteaux (Älteres Haus Burgund), und in dritter Ehe 1193 Hugue I. Herr von Coligny-le-Neuf, † 2. September 1205
      3. Adelheid, † nach 1199; ⚭ 1171 Roger II. Vizegraf von Carcassonne und Béziers, † 20. März 1194
      4. Balduin (* 1165 Paris, † 1214)
      5. (unehelich) NN, Bastard 1204

    2. Alfons, 1155/71 bezeugt
    3. Faydiva, † wohl 1154; ⚭ vor 1151 Humbert III., 1150 Graf von Savoyen, † 4. März 1189, (Haus Savoyen)
    4. (unehelich) Pons, 1203 in der Kathedrale von Nîmes begraben
    5. (unehelich) Bertrand, 1148 auf der Kreuzzug, bis 1150 in Gefangenschaft
    6. (unehelich) Tochter; ⚭ Bernard III., Graf von Comminges 1153/76 (Haus Comminges)
    7. (unehelich) Tochter; ⚭ Nur ad-Din (Nureddin), † 1174, Herr von Aleppo und Damaskus (Zengiden)

### Linie Rouergue
1. Armengol, Graf von Rouergue 918/935; ⚭ Adelaida → Vorfahren siehe oben, Stammliste des Hauses Toulouse
  1. Raimund I., † getötet Februar 960/7. September 961 auf dem Weg nach Santiago de Compostela, Graf von Rouergue, 936 Herzog von Aquitanien, Markgraf von Septimanien, Herr von Quercy und Albigeois; ⚭ I NN, Tochter von Odoin; ⚭ II Bertha von Arles, † nach 1004, Tochter des Boso, Graf von Arles, Markgraf von Tuscien (Bosoniden), Witwe von Boso I., Graf von Provence
    1. (I) Kinder
    2. (II) Raimund II., † vor 1010, wohl 1008, 961 Graf von Rouergue, Markgraf von Gothien; ⚭ Richarde von Millau, † nach 1062
      1. Hugo, † 1053, 1028 Graf von Rouergue, 1033 Graf von Gévaudan, ⚭ Fides von Cerdanya, 1051 bezeugt, Tochter von Wifredo II., Graf von Cerdanya und Berga
        1. Berthe, † 1065, Gräfin von Rouergue und Gévaudan, ⚭ vor 1051 Robert II., Graf von Auvergne, † wohl 1096 (Haus Auvergne)
        2. Fides (Fé, Foi), 1051 bezeugt, ⚭ Bernard Vizegraf von Narbonne

    3. (II) Hugo, 974/1004 bezeugt
    4. (II) Pons
    5. (II) Armengol

  2. Hugo, 983 bezeugt, Herr von Quercy, Vizegraf von Comborn; ⚭ Guédinilde → vermutliche Nachkommen: die Vizegrafen von Comborn, Turenne und Ventadour (Haus Comborn)
  3. Richilde, † nach 954; ⚭ um 925 Sunyer I., Graf von Barcelona, Girona und Osona, † 15. Oktober 950, (Haus Barcelona)
  4. Adelais; ⚭ Sunifred, Graf von Urgell, † 948, (Haus Barcelona)